# فرودگاه اوفا
فرودگاه اوفا  (به انگلیسی: Ufa Maximovka Airport)  یک فرودگاه همگانی باربری  است که یک باند فرود آسفالت دارد و طول باند آن ۲۰۰۰ متر است. این فرودگاه در شهر  اوفا کشور روسیه قرار دارد و در ارتفاع ۹۹ متری از سطح دریا واقع شده است.